# آندره‌آس کپلر

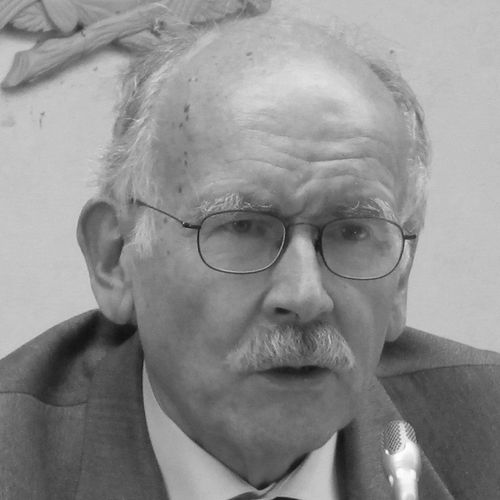
آندره‌آس کپلر، تاریخ‌دان سوئیسی - ۲۰۱۳

آندره‌آس کپلر (به آلمانی: Andreas Kappeler) (متولد ۲۰ سپتامبر ۱۹۴۳ در وینترثور سوئیس) تاریخ‌دان سوئیسی و استاد بازنشسته اروپای شرقی در دانشگاه وین است.
کپلر مطالعات تاریخی سال‌های ۱۹۶۲–۱۹۶۹، اسلاوشناسی و تاریخ اروپای شرقی و روزنامه‌نگاری را در دانشگاه زوریخ و وین آموخت. در ۱۹۶۹ دکترایش را از دانشگاه زوریخ گرفت و در دهه ۱۹۷۰ میلادی تا سال ۱۹۶۷ در سمینارهای تاریخی به عنوان کمک‌پژوهشگر مشغول به کار بود. سپس او بین سال‌های ۱۹۷۶ تا ۱۹۷۸ به عنوان postdoctoral fellow از کانتون زوریخ در پاریس، هلسینکی و مسکو امتحان داد. بعد از دریافت مدرک هابیلیتیشن به سال ۱۹۷۹ برای تاریخ اقوام ساکن ولگا (تاتار، چوواش، ماری و دیگر اقوام) در تاریخ اروپای شرقی او تا سال ۱۹۸۲ به عنوان محقق ارشد ۱۹۸۲ در دانشگاه زوریخ باقی ماند. در سال ۱۹۸۲ او به عنوان پروفسور تاریخ اروپای شرقی در دانشگاه Cologne پذیرفته شد، جایی که او در دانشگاه وین تا سال ۱۹۹۸ تا زمان پذیرفتنش در دانشگاه وین، تاریخ اروپای شرقی را تدریس می‌کرد. تا زمان بازنشستگی اش در سال ۲۰۱۱ او استادتمام انجمن تاریخ اروپای شرقی در دانشگاه وین بود.
کپلر ویراستار ژورنال تاریخ اروپای شرقی و عضو هیئت ویراستار چندین ژورنال بین‌المللی است. به علاوه، او به عنوان مشاوره پروژه‌های تحقیقاتی بین‌المللی عمل می‌کند. افزون بر پروژه‌های متعدد خارجی تازه‌تاسیس، او در دانشگاه Cologne، آغازگر پروژه گردآوری داده‌ها دربارهٔ «سرشماری در روسیه در ۱۸۹۷»، پروژه تحقیقاتی بین‌المللی روابط روسی-اوکراینی و مدرسیه دکترای «گالیکیا (اوکراین) و میراث چندفرهنگی آن» در دانشگاه وین است. پژوهش کپلر بر روسیهٔ عصر مدرن با نگاه ویژه بر تفاوت‌های ملیت‌های امپراتوری تزار پیشامدرن است. این موضوع، کانون توجه جامعه‌شناس-تاریخ‌دان‌های این مرکز است. او متخصص تاریخ مسلمانان روسیه و اروپای مرکزی در روسیه است. بعد پذیرفته شدن او در دانشگاه وین، او به طور مضاعف به سمت مطالعه سرزمین‌های هاپسبرگ پیشین از اوکراین امروزی (گالیکیا) کشیده شد.
از سال ۱۹۹۶ تا کنون، او در آکادمی علوم اکراین و آکادمی علوم چووش (Chuvash) عضو شده است. از سال ۱۹۹۹ تا کنون، او در آکادمی علوم اتریش عضو شده است.

## آثار منتخب
- Ivan Groznyj im Spiegel der ausländischen Druckschriften seiner Zeit. Ein Beitrag zur Geschichte des westlichen Rußlandbildes. Lang, Bern/Frankfurt am Main 1972, ISBN 3-261-00432-0 (= پایان‌نامه،  Universität Zürich, 1969).
- Rußlands erste Nationalitäten. Das Zarenreich und die Völker der Mittleren Wolga vom 16. bis 19. Jahrhundert (= Beiträge zur Geschichte Osteuropas. Bd. 14). Böhlau, Köln/Wien 1981, ISBN 3-412-03481-9 (= شایستگی (درجه علمی), Universität Zürich, 1979).
- Rußland als Vielvölkerreich. Entstehung, Geschichte, Zerfall. Beck, München 1992, ISBN 3-406-36472-1 (2. Auflage 2008; französische, russische, englische, ukrainische und italienische Übersetzung).
- Kleine Geschichte der Ukraine. Beck, München 1994, ISBN 3-406-37449-2 (3. , überarbeitete und aktualisierte Auflage 2009; französische und ukrainische Übersetzung).
  - ۴. überarbeitete und aktualiierte Auflage: Beck, München 2015.
- Russische Geschichte. Beck, München 1997, ISBN 3-406-41876-7 (5. , aktualisierte Auflage 2008).
- Der schwierige Weg zur Nation. Beiträge zur neueren Geschichte der Ukraine (= Wiener Archiv für Geschichte des Slawentums und Osteuropas. Bd. 20). Böhlau, Wien/Köln/Weimar 2003, ISBN 3-205-77065-X.
- “Great Russians” and “Little Russians”: Russian-Ukrainian Relations and Perceptions in Historical Perspective. University of Washington, Washington 2003.
- Russland und die Ukraine. Verflochtene Biographien und Geschichten. Böhlau, Wien/Köln/Weimar 2012, ISBN 978-3-205-78775-4.
- Die Kosaken. Geschichte und Legenden Beck, München 2013, ISBN 978-3-406-64676-8.